# Битка код Марџ Ујуна
Битка код Марџ Ујуна вођена је 10. јуна 1179. године између крсташке војске Јерусалимске краљевине под Ремоном III од Триполија са једне и Ајубида под Саладином са друге стране. Битка је део крсташких ратова, а завршена је победом муслимана.

## Битка
Крсташко-темпларску војску предводио је гроф Ремон III од Триполија. Крсташи су у бици били исечени пре него што је Балдуин успео да им притекне у помоћ. У заробљеништво је пао и велики мајстор Темплара Одо од Сен Амана. Следећу победу ће Саладин извојевати код Јаковљевог бунара само неколико недеља касније.